# IPhone OS 3
iPhone OS 3 là phiên bản lớn thứ ba của iOS, hệ điều hành trên điện thoại di động của công ty Apple Inc.. iPhone OS 3 được phát triển tiếp nối từ iPhone OS 2. Phiên bản được công bố vào ngày 17 tháng 3 và được phát hành rộng rãi vào ngày 17 tháng 6 năm 2009. Bản kế tiếp của OS 3 là iOS 4, phát hành ngày 21 tháng 6 năm 2010, phiên bản đầu tiên bỏ tên gọi "iPhone OS".
iPhone OS 3 đã thêm tính năng "cắt, sao chép hoặc dán" trên toàn hệ thống, cho phép người dùng di chuyển nội dung dễ dàng hơn. Nó cũng giới thiệu Spotlight, một tính năng lập chỉ mục tìm kiếm được thiết kế để giúp người dùng định vị thông tin cụ thể trên thiết bị của họ, chẳng hạn như danh bạ, email hoặc ứng dụng. Màn hình chính được mở rộng để cho phép người dùng thêm tối đa 11 trang, hiển thị tổng cộng 180 ứng dụng. Ứng dụng Tin nhắn đã nhận được hỗ trợ cho MMS, trong khi ứng dụng Máy ảnh nhận được hỗ trợ quay video trên iPhone 3GS và ứng dụng "Bản ghi âm" mới cho phép người dùng ghi lại giọng nói của họ. Khả năng mua trong ứng dụng cũng được thêm vào các ứng dụng của bên thứ ba.

## Các tính năng của hệ thống

### Cắt, sao chép hoặc dán
iPhone OS 3 đã giới thiệu hộp thoại bong bóng "cắt, sao chép hoặc dán" khi người dùng nhấn và giữ văn bản. Nút "dán" sẽ kết hợp mọi thứ được lưu trữ trong khay nhớ tạm của thiết bị vào khu vực được đánh dấu.

### Spotlight
Spotlight là một tính năng lập chỉ mục và tìm kiếm trên toàn hệ thống, nhằm giúp người dùng tìm kiếm trên thiết bị của họ các liên hệ cụ thể, email, cuộc hẹn trên lịch, tệp đa phương tiện, ứng dụng, v.v. Nó được truy cập bằng cách vuốt sang phải từ màn hình chính.

### Màn hình chính
iPhone OS 3 mở rộng số trang tối đa trên màn hình chính lên 11, với tổng số 180 ứng dụng.

### Tìm Iphone của tôi
Người dùng có đăng ký MobileMe có thể theo dõi, khóa và xóa iPhone của họ từ xa nếu bị mất.

## Các tính năng của ứng dụng

### Tin nhắn
Ứng dụng Tin nhắn đã nhận được hỗ trợ riêng cho Dịch vụ Nhắn tin Đa phương tiện (MMS), cho phép người dùng gửi và nhận tin nhắn chứa hình ảnh, danh bạ, vị trí, bản ghi âm giọng nói và tin nhắn video.

### Máy ảnh và Hình ảnh
Ứng dụng Máy ảnh đã giới thiệu tính năng quay video cho iPhone 3GS.
Ứng dụng Ảnh có nút sao chép mới và khả năng xóa nhiều ảnh cùng một lúc.

## Giá
Nâng cấp lên iPhone OS 3 miễn phí cho iPhone. Nâng cấp lên iPhone OS 3 ban đầu khiến người dùng iPod Touch phải trả 9,95 đô la (khoảng 230.000 VND) ; cập nhật lên 3.1.x từ 2.x chỉ tốn 4,95 đô la.
iPhone OS 3 là phiên bản chính cuối cùng của iOS mà người dùng iPod Touch phải trả phí để nâng cấp. Bắt đầu với iOS 4, việc nâng cấp iOS trở nên miễn phí đối với tất cả người dùng, bao gồm cả người dùng iPod touch, do Đạo luật Sarbanes-Oxley đã được sửa đổi để cho phép nâng cấp phần mềm miễn phí với phần cứng không dựa trên đăng ký.

## Các bản phát hành
| Phiên bản | Ngày phát hành             | Ghi chú |
| --------- | -------------------------- | --- |
| 3.0       | 17 thg 6 2009              | Bản phát hành đầu tiên trên iPhone 3GS Thêm cắt, sao chép và dán cho văn bản và hình ảnh Thêm ứng dụng Ghi nhớ giọng nói Cho phép các nhà phát triển ứng dụng truy cập vào các phụ kiện của bên thứ ba được gắn vào iPhone Thêm hỗ trợ mua hàng trong ứng dụng Thêm MMS vào ứng dụng Tin nhắn, thay thế ứng dụng SMS, chỉ dành cho iPhone 3G và iPhone 3GS Thêm Điều khiển bằng giọng nói chỉ dành cho iPhone 3GS Sửa lỗi khi xem các tệp hình ảnh được tạo thủ công độc hại dẫn đến thực thi mã tùy ý Sửa nhiều lỗi khi xem tệp PDF được tạo thủ công độc hại dẫn đến thực thi mã tùy ý Sửa lỗi kết nối với máy chủ Exchange độc hại cho phép tiết lộ thông tin nhạy cảm Sửa lỗi lỗ hổng trong racoon dẫn đến từ chối dịch vụ Sửa lỗi cho phép ai đó bắt đầu cuộc gọi điện thoại một cách mạnh mẽ Vá lỗi trong đó việc xem video MPEG-4 được tạo thủ công độc hại khiến thiết bị bị đặt lại Sửa lỗi xóa lịch sử tìm kiếm Safari trong Cài đặt không xóa chính xác và người có quyền truy cập vật lý vẫn có thể truy cập được Sửa lỗi cho phép kẻ tấn công từ xa bắt đầu thiết lập lại thiết bị Sửa nhiều lỗi khi truy cập trang web được tạo độc hại dẫn đến tập lệnh chéo trang, thực thi mã tùy ý hoặc đặt lại thiết bị Thêm hỗ trợ cho Tìm iPhone của tôi, cho phép người dùng đã mua đăng ký MobileMe theo dõi và xóa iPhone của họ từ xa |
| 3.0.1     | 31 thg 7 2009              | Sửa lỗi cho phép tin nhắn SMS được tạo độc hại cho phép thực thi mã tùy ý |
| 3.1 3.1.1 | 9 thg 9 2009 17 thg 9 2009 | Cho phép đổi thẻ quà tặng trong App Store Cải thiện hiệu suất Bluetooth khi bật Wi-Fi Cho phép lưu video từ tin nhắn MMS và Mail Cho phép khóa mật khẩu từ xa của thiết bị nếu đăng ký MobileMe được mua Chỉ cho phép Điều khiển bằng giọng nói Bluetooth trên iPhone 3GS Bấm ba lần vào nút trang chủ sẽ mở menu Trợ năng, với các tùy chọn để bật VoiceOver, Thu phóng và Đảo ngược màu Các sự kiện lịch hiện hiển thị vị trí trên Màn hình khóa Cho phép cắt video để lưu dưới dạng video mới, thay vì ghi đè lên video gốc Safari hiện sẽ hiển thị thông báo nếu người dùng cố truy cập trang web có khả năng lừa đảo Khuyến nghị của Genius hiện đề xuất các ứng dụng trong App Store Sao chép + dán hiện có thể được sao chép vào bàn phím ứng dụng Điện thoại, các chữ cái được dán sẽ tự động được chuyển đổi thành số Sửa lỗi mở tệp AAC hoặc MP3 được tạo thủ công độc hại gây ra thực thi mã tùy ý Sửa lỗi trong đó các thư Thư đã xóa vẫn hiển thị trong Tìm kiếm Spotlight Sửa lỗi bỏ qua mật khẩu Sửa lỗi khiến mật khẩu hiển thị Sửa lỗi gây giả mạo trang web |
| 3.1.2     | 8 thg 10 2009              | Sửa lỗi khiến iPhone không thể thức dậy khi ngủ Sửa lỗi khiến kết nối di động bị ngắt liên tục Khắc phục sự cố do phát trực tuyến video |
| 3.1.3     | 2 thg 2 2009               | Cải thiện độ chính xác phần trăm pin trên iPhone 3GS Sửa lỗi khiến ứng dụng của bên thứ ba không khởi chạy được Sửa lỗi phát lại tệp MP4 được tạo thủ công độc hại dẫn đến thực thi mã tùy ý Sửa lỗi khiến việc xem tệp .tiff được tạo thủ công độc hại dẫn đến thực thi mã tùy ý Sửa lỗi bỏ qua mật khẩu |